# Silverstone
Silverstone – wieś w Anglii, w hrabstwie Northamptonshire, w dystrykcie (unitary authority) West Northamptonshire. Leży 19 km na południowy zachód od miasta Northampton i 90 km na północny zachód od Londynu. W 2001 miejscowość liczyła 1989 mieszkańców.
W pobliżu leży tor Formuły 1 Silverstone Circuit.